# Біллі Діб
Білал «Біллі» Діб  (англ. Bilal "Billy" Dib; нар. 17 серпня 1985, Сідней) — австралійський професійний боксер, чемпіон світу за версією IBF (2011—2013).

## Ранні роки
Білал народився в Сіднеї в родині емігрантів з Лівану. Його батьки емігрували до Австралії з Лівану і мали невеликий магазин у місті Енгадін, де він виріс. Від народження страждав астмою й у 12 років для подолання хвороби почав займатися боксом. Почав брати участь в аматорських змаганнях і був серед претендентів на участь в Олімпійських іграх 2004, але не був відібраний збірною Австралії через аварію на мотоциклі, тому після одужання перебрався до Шеффілду тренуватися разом з Насімом Хамедом, який запропонував Білалу стати професіоналом.

## Професіональна кар'єра
Біллі Діб дебютував на профі-рингу у серпні 2004 року, а 10 грудня 2004 року в п'ятому бою завоював титул чемпіона Австралії в другій напівлегкій вазі. В наступному бою завоював титул чемпіона IBO Asia Pacific.
2006 року Діб тренувався в США в одному залі з Майком Тайсоном.
30 липня 2008 року в бою з південноафриканцем Золані Маралі Діб завоював титул чемпіона світу за версією IBO в другій напівлегкій вазі.
18 жовтня 2008 року програв одностайним рішенням суддів бій проти чемпіона світу за версією WBO в напівлегкій вазі американця Стівена Луевано. Після цієї поразки Діб повернувся до Австралії і провів ряд боїв, здобуваючи перемогу переважно нокаутом.

### Завоювання титулу IBF
29 липня 2011 року Біллі Діб завоював вакантний титул чемпіона світу за версією IBF в напівлегкій вазі, здобувши перемогу одностайним рішенням над мексиканцем Хорхе Ласієрвою.
Провів два захисти титулу, нокаутувавши в першому раунді непереможного італійця Альберто Сервіді та перемігши технічним рішенням мексиканця Едуардо Ескобедо.

### Діб проти Градовича
1 березня 2013 року Діб в бою проти росіянина Євгена Градовича втратив звання чемпіона. Бій вийшов рівним, але кінцівку краще провів Градович. Діб закінчував бій з закривавленим вухом. Градович здобув перемогу розділеним рішенням за очками (114-112, 112-114, 114-112) і став, таким чином, володарем титулу.
У контракті на бій Діб — Градович був прописаний реванш в разі поразки австралійця. Тому 24 листопада 2013 року Діб знову зустрівся з Градовичем. Цього разу росіянин здобув дострокову перемогу технічним нокаутом у 9 раунді.

### Діб проти Такасі Міура
1 травня 2015 року в Токіо відбувся бій Біллі Діб — Міура Такасі (Японія). Результатом бою стала перемога японця технічним нокаутом в третьому раунді. Він вчетверте захистив титул чемпіона світу за версією WBC в другій напівлегкій вазі.

### Діб проти Фармера
3 серпня 2018 року Діб здійснив ще одну спробу оволодіти титулом чемпіона світу, вийшовши на бій за вакантний титул чемпіона IBF в другій напівлегкій вазі проти американця Тевіна Фармера. Бій проходив у Австралії, і Діб на правах господаря намагався тиснути на суперника, але Фармер багато рухався, був точнішим і викидав велику кількість легких ударів. В 11 раунді Діб побував у нокдауні. Всі троє суддів виставили рахунок на користь американця — 120-107, 119-108 і 118-109.
12 липня 2019 року Біллі Діб у Джидді, Саудівська Аравія зустрівся з Аміром Ханом в бою за вакантний титул WBC International. Амір здобув перемогу нокаутом в четвертому раунді. У другому раунді Діб побував у нокдауні.